# Système électrique bidirectionnel
Un système électrique bidirectionnel est une technique de retour de charge électrique autoproduite vers un réseau principal d'approvisionnement énergétique.

## Description
À l'aide de compteurs électriques, les compagnies distributrices d'électricité ont élaboré une technique de retour d'énergie vers leur réseau, grâce à la production domestique d'énergie de leur clients. Lorsqu'un membre de ce réseau consomme moins d'énergie qu'il en produit, ce dernier retourne les surplus vers le réseau électrique national, s'assurant ainsi un mode de paiement différé; en été il accumule des crédits de production et en hiver il les consomme.

### Automobile
Certaines voitures électriques sont compatibles avec ce système. 